# Ptyngidricerus venustus
Ptyngidricerus venustus är en insektsart som beskrevs av Bo Tjeder och James Waterston 1977. Ptyngidricerus venustus ingår i släktet Ptyngidricerus och familjen fjärilsländor. Inga underarter finns listade i Catalogue of Life.